# Socket
Ein Socket (von engl. Sockel, Steckverbindung oder Steckdose) ist ein vom Betriebssystem bereitgestelltes Objekt, das als Kommunikationsendpunkt dient. Ein Programm verwendet Sockets, um Daten mit anderen Programmen auszutauschen. Das andere Programm kann sich dabei auf demselben Computer (Interprozesskommunikation) oder einem anderen, via Netzwerk erreichbaren Computer befinden. Die Kommunikation über Sockets erfolgt in der Regel bidirektional, das heißt, über das Socket können Daten sowohl empfangen als auch gesendet werden.

## Funktionsweise

### Allgemeines Funktionsprinzip
Sockets bilden eine plattformunabhängige standardisierte Schnittstelle (API) zwischen der Netzwerkprotokoll-Implementierung des Betriebssystems und der eigentlichen Anwendungssoftware. Ein Computerprogramm fordert einen Socket vom Betriebssystem an. Das Betriebssystem hat die Aufgabe, alle benutzten Sockets sowie die zugehörigen Verbindungsinformationen zu verwalten.

### Internet-Sockets
Internet-Sockets ermöglichen die Kommunikation mittels bestimmter Kommunikationsprotokolle.
Generell kann man unterscheiden zwischen Stream Sockets und Datagram Sockets: Stream Sockets kommunizieren über einen Zeichen-Datenstrom, Datagram Sockets über einzelne Nachrichten. In der Netzwerkkommunikation verwenden Stream Sockets meist TCP, Datagram Sockets üblicherweise UDP. TCP ist verlässlicher, die Reihenfolge und Zustellung von Paketen werden garantiert (Prinzip: ganz oder gar nicht). UDP ist für bestimmte Aufgaben effizienter und flexibler, oft auch schneller (zeitlich) – Reihenfolge und Zustellung der Pakete werden jedoch nicht garantiert (weiterhin sind Duplikate möglich).
Während Stream Sockets und Datagram Sockets den TCP- oder UDP-Header eines Datenpakets normalerweise verbergen und automatisch setzen, lassen Raw Sockets (Raw: roh) das Erstellen eigener TCP- und UDP-Header zu. Raw Sockets werden am ehesten in netzwerknahen Applikationen verwendet, z. B. für Router, Packet-Sniffer oder bei Packet-Injection.
Ein Socket ist normalerweise die Verbindungsstelle zu einem bestimmten entfernten Programm, repräsentiert durch dessen Adressinformation (z. B. IP-Adresse und Portnummer). Dem Socket selbst ist natürlich auch die eigene Adressinformation zugeordnet. Eine Internet-Socket-Adresse der Familie AF_INET wird durch folgende Informationen repräsentiert:
- sin_family, das heißt der zugehörigen Adressfamilie des Netzwerks (z. B. AF_INET = Adressfamilie Internetadresse)
- die Identifikationsnummer des localhost / seiner 32-Bit-IP-Adresse
- die Portnummer des localhost / 16 Bit

Diese Informationen sind allerdings vom verwendeten Protokoll abhängig. Typischerweise handelt es sich bei der Adressinformation im Internet um die IP-Adresse und den Port. Bei UNIX Domain Sockets (s. u.) besteht die Identifikation aus einem Dateipfadnamen und der Adressfamilie AF_UNIX.
Ein Server kann entweder auf Anfragen von einer bestimmten Adresse warten (und bindet sich von vornherein an diese Adresse) oder er wartet auf allen Adressen seines Rechners auf Anfragen. Dafür gibt es bei einigen Protokollen eine sogenannte Wildcard-Adresse, bei der ein oder mehrere Teile der Adressinformation nicht spezifisch sind. Im Beispiel von TCP/IP und UDP/IP ist bei einer Wildcard-Adresse nur die Port-Nummer relevant, das heißt, es wird eine spezielle (ungültige) IP-Adresse angegeben, um zu signalisieren, dass Verbindungen auf allen IP-Adressen akzeptiert werden sollen. Unter Linux ist diese Wildcardadresse 0.0.0.0 (symbolische Konstante INADDR_ANY).
Wenn der Server eine Anfrage von einem Client erhält, wird aus dem lauschenden („listening“) Server-Socket der in Verbindung stehende („connected“) Server-Socket abgeleitet: Der ursprüngliche Server-Socket bleibt erhalten und wartet weiterhin auf neue Verbindungen, während ein neuer, auf den bestimmten Client gerichteter Socket geöffnet wird, der nur für die Kommunikation mit diesem einen Client verwendet wird. Dieser bleibt solange bestehen, bis die Verbindung zum Client von einer der beiden Seiten beendet wird. Dieses Ableiten kann dazu genutzt werden, eine parallelisierte Serverarchitektur zu schaffen, in der sich der Server bei einer Anfrage forkt und ein Kindprozess die Anfrage selbst beantwortet.
Das heißt, dass ein mit einem Client-Socket verbundener („connected“) Server-Socket genau die gleiche IP-Adresse und Port-Nummer trägt wie der lauschende („listen“) Server-Socket. Die Unterscheidung von gleichzeitigen Client-Verbindungen zum selben Server erfolgt daher durch das Paar von Server-Socket und Client-Socket. Dieses Paar muss zu jedem Zeitpunkt eindeutig auf jedem der beteiligten Kommunikationspartner sein.
Als Beispiel sei ein HTTP-Server gegeben, der auf Port 80 lauscht. Die Verbindungen des Servers zu verschiedenen Clients führt zu folgenden eindeutigen „Connected“-Socket-Paaren auf dem Server-Rechner:
(<Server-IP>:80;<Client_A-IP>:<Client_A_Port_1>), (<Server-IP>:80;<Client_A-IP>:<Client_A_Port_2>), (<Server-IP>:80;<Client_B-IP>:<Client_B_Port_1>) usw.

## Ablauf der Socket-Kommunikation

### Stream Sockets
Client-seitig:
1. Socket erstellen
2. erstellten Socket mit der Server-Adresse verbinden, von welcher Daten angefordert werden sollen
3. Senden und Empfangen von Daten
4. evtl. Socket herunterfahren (shutdown(), close())
5. Verbindung trennen, Socket schließen

Server-seitig:
1. Server-Socket erstellen
2. Binden des Sockets an eine Adresse (Port), über welche Anfragen akzeptiert werden
3. auf Anfragen warten
4. Anfrage akzeptieren und damit ein neues Socket-Paar für diesen Client erstellen
5. Bearbeiten der Client-Anfrage auf dem neuen Client-Socket
6. Client-Socket wieder schließen.

### Datagram Sockets
Client-seitig:
1. Socket erstellen
2. An Adresse senden

Server-seitig:
1. Socket erstellen
2. Socket binden
3. warten auf Pakete

## Sockets und Interprozesskommunikation
Unix-Betriebssysteme verwenden zur lokalen Interprozesskommunikation sogenannte POSIX Local Inter-Process Communication Sockets (auch IPC Sockets, von „inter-process communication sockets“, oder Unix Domain Sockets). Auch hier gibt es Datagram und Stream Sockets; da die Kommunikation aber im Kernel stattfindet, verhalten sich Stream und Datagram Sockets sehr ähnlich (z. B. besteht hier auch bei Datagram Sockets keine Gefahr von Datenverlust). Ein Unix Domain Socket wird als Spezialdatei im Dateisystem repräsentiert. Anstelle von IP-Adresse und Port-Nummer dient der vollständige Pfad des Sockets als eindeutige Identifikation (z. B. /var/run/snmpd.sock). Unix Domain Sockets haben für die IPC gegenüber Verbindungen, die die Loopback-Schnittstelle nutzen, den Vorteil eines wesentlich höheren Durchsatzes.
Alternativen zu Sockets in der Interprozesskommunikation sind Pipes oder Shared Memory.

## Geschichte
Ein zentrales Designprinzip von Unix ist: Alles ist eine Datei. Die vier am häufigsten benutzten Systemaufrufe für die Arbeit mit Dateien heißen: open() zum Öffnen, read() zum Lesen, write() zum Schreiben und close() zum Schließen. Sockets stellen die Umsetzung dieses Designprinzips dar.
Ursprünglich entwickelt worden ist die Socket-API 1983 für BSD-Unix. Später ist die Spezifikation in den Standard POSIX eingeflossen. Damit ist sie heute auf jedem POSIX-konformen Betriebssystem verfügbar. Auch andere Betriebssysteme wie Microsoft Windows (Winsock) oder OS/2 haben die Socket-API übernommen. Die allgemeine Verbreitung von Sockets ist nicht nur dem Design von Sockets, sondern auch der allgemeinen Verfügbarkeit des Quellcodes dank der BSD-Lizenz geschuldet.

## Verwendung in unterschiedlichen Betriebssystemen
Unix und unixartige Betriebssysteme (wie Linux) benutzen sehr häufig BSD-Sockets zur Netzwerkkommunikation. Zur lokalen Interprozesskommunikation verwenden sie die oben beschriebenen Unix Domain Sockets (die Teil des POSIX-Standards sind) und mit denen Prozesse auf einfache Art und Weise miteinander kommunizieren können. Nach der Initialisierung des Sockets kann der Programmierer mit diesem wie mit einer Datei arbeiten.
Windows verwendet eine den BSD-Sockets nachempfundene sogenannte Windows Sockets API (Winsock).

## Socket-Programmierung

### BSD Sockets API
Sowohl Unix Sockets als auch Windows Sockets basieren auf der 1983 veröffentlichten BSD Sockets API. Für die nachfolgenden Programmierbeispiele sind wichtige Funktionen dieser API hier kurz zusammengefasst:
- socket() Erzeugt ein neues Socket bestimmten Types und alloziert hierfür Systemressourcen. Für die Identifizierung gibt die Funktion eine eindeutige Zahl vom Typ Integer zurück.
- bind() Bindet den Socket an eine Socket Adressinformation, in der Regel an eine IP-Adresse und Port. Wird typischerweise auf Server-Seite benutzt.
- listen() Versetzt einen gebundenen STREAM (TCP/IP) Socket in einen Lauschen-Modus. Wird auf Server-Seite benutzt.
- connect() Macht die Adressinformation (z. B. IP-Adresse und Port) eines anderen Sockets bekannt. Ordnet dem Socket einen freien lokalen Port zu. Im Falle eines STREAM Sockets wird versucht eine neue TCP/IP-Verbindung zu etablieren. Wird auf Client-Seite benutzt.
- accept() Akzeptiert einen eingehenden Versuch (Anfrage), eine neue TCP/IP-Verbindung zu einem entfernten Client aufzubauen, und erzeugt im Erfolgsfall ein neues Socket, assoziiert mit dem Adress-Paar der Verbindung. Dieses neu erzeugte Socket wird von der Funktion zurückgegeben. Wird auf Server-Seite benutzt.
- send() und recv(), oder write() und read(), oder sendto() und recvfrom() Schreibt / liest Daten an / von Socket(s). Hinweis: Ein einmaliger Funktionsaufruf von recv() garantiert nicht den Empfang aller vom Sender mittels send() gesendeten Daten, insbesondere nicht bei STREAM Sockets.
- close() Veranlasst das Betriebssystem alle für das Socket allozierten Ressourcen freizugeben. Liegt ein TCP/IP Socket vor, wird die Verbindung beendet.

### C
Die abgeleitete POSIX-Sockets-API von Linux ist in C geschrieben. Ein Beispiel für einen TCP-Verbindungsaufbau eines Clients zu einem Server:
```
int
 
sockfd
 
=
 
socket
(
AF_INET
,
 
SOCK_STREAM
,
 
0
);
 
// Erzeuge Socket

struct
 
sockaddr_in
 
srv
;

memset
(
&
srv
,
 
0
,
 
sizeof
(
struct
 
sockaddr_in
));

srv
.
sin_family
 
=
 
AF_INET
;

inet_pton
(
AF_INET
,
 
"1.2.3.4"
,
 
&
srv
.
sin_addr
);
 
// Schreibe IP-Adresse des Servers in die sockaddr_in-Struktur

srv
.
sin_port
 
=
 
htons
(
1234
);
 
// Schreibe Port in Network-Byte-Order (Big Endian) in das Feld sin_port

connect
(
sockfd
,
 
(
struct
 
sockaddr
*
)
&
srv
,
 
sizeof
(
struct
 
sockaddr_in
));
 
// Verbindung herstellen

// Ab jetzt kann mit write() und read() aus dem Socket gelesen und in das Socket geschrieben werden.

[...]
 
// Datenaustausch

shutdown
(
sockfd
,
 
SHUT_WR
);
 
// Sende ein EOF-Byte, sodass der Server beim nächsten read() als Rückgabewert 0 bekommt

                           
//und die Verbindung beenden kann

close
(
sockfd
);

```

### C#
```
// set IP adress and port for remote host

IPAddress
 
ipAddress
 
=
 
IPAddress
.
Parse
(
"192.168.xxx.yyy"
);

IPEndPoint
 
ipEndPoint
 
=
 
new
 
IPEndPoint
(
ipAddress
,
 
9999
);

Socket
 
sock
 
=
 
new
 
Socket
(
ipEndPoint
.
AddressFamily
,
 
SocketType
.
Stream
,
 
ProtocolType
.
Tcp
);

// open socket

sock
.
Connect
(
ipEndPoint
);

// check if socket is connected

if
 
(
sock
.
Connected
)

{

	
// endless loop

	
while
(
true
)

	
{

		
// set receive buffer and length, is buffer big enough?

		
byte
[]
 
bytesReceived
 
=
 
new
 
byte
[
1024
];

        
int
 
bytes
 
=
 
0
;

        
// send message

		
byte
[]
 
msg1
 
=
 
new
 
byte
[
256
];

		
// ... set your bytes, ASCII or whatever

        
sock
.
Send
(
msg1
,
 
msg1
.
Length
,
 
SocketFlags
.
None
);

		
// receive message

        
bytes
 
=
 
sock
.
Receive
(
bytesReceived
,
 
bytesReceived
.
Length
,
 
SocketFlags
.
None
);

	
}

	
sock
.
Shutdown
(
SocketShutdown
.
Both
);

    
sock
.
Close
();

}

```

### Java
Java als plattformunabhängige Programmiersprache unterstützt im Paket java.net unmittelbar die Socket-Programmierung. Das zeigt die Betriebssystemunabhängigkeit des Socket-Konzeptes. Die Implementierung der Sockets für die verschiedenen Plattformen (Linux, Windows, Spezialsysteme) erfolgt in der Klassenbibliothek der virtuellen Maschine.
Die Klassen für die Socket-Programmierung sind Socket und ServerSocket. Folgendes Kurzbeispiel zeigt die Verwendung:
```
 
ServerSocket
 
serverSocket
 
=
 
new
 
ServerSocket
(
port
);
    
//Serversocket mit bestimmter Port-Nummer erstellen

 
while
(
true
)

 
{

   
Socket
 
clientSocket
 
=
 
serverSocket
.
accept
();
         
//auf Anfragen warten

   
InputStream
 
input
   
=
 
clientSocket
.
getInputStream
();
 
//InputStream-Objekt öffnen

   
byte
[]
 
data
         
=
 
new
 
byte
[
1024
]
;
                
//Datenpuffer deklarieren (anlegen)

   
int
 
numBytes
        
=
 
0
;
                             
//Variable für Anzahl der tatsächlich gelesenen Bytes

   
numBytes
            
=
 
input
.
read
(
data
);
              
//Daten lesen

   
/*** gelesene Daten verarbeiten ***/

   
clientSocket
.
close
();
                                
//Verbindung schließen

 
}

```

Weiterhin gibt es in der aktuellen Java-Version die Möglichkeit, Sockets über die NewIO-(nio)-Bibliothek anzusprechen.
Der Code ist etwas aufwändiger, kann jedoch schneller ausgeführt werden. Das Multiplexing mehrerer Sockets geschieht über einen so genannten Selector (vergleichbar dem Unix-Systemaufruf select).

### Haskell
Die rein funktionale Programmiersprache Haskell bietet durch das Modul Network eine plattformunabhängige Möglichkeit zur Verwendung von Sockets. Das folgende Beispiel beinhaltet den vollständigen Code für einen sehr einfachen Server und einen korrespondierenden Client. Der Client nimmt Textzeilen von der Standardeingabe entgegen und schickt diese über den Netzwerk-Socket an den Server. Dieser wiederum gibt die Textzeilen auf die Standardausgabe aus.
Der hier gezeigte Server ist insofern einfach, als er z. B. eine sichere Beendigung wahrscheinlich nicht ermöglicht. Eine Lösungsmöglichkeit wird in haskell.org unter Verwendung von Software Transactional Memory (STM) aufgezeigt.

#### Einfacher Server
```
module
 
Main
 
where

import
 
Control.Concurrent

import
 
Control.Monad

import
 
System.IO

import
 
Network

main
 
:
 
IO
 
()

main
 
=
 
withSocketsDo
 
$
 
do

         
theSocket
 
<-
 
listenOn
 
(
PortNumber
 
2048
)

         
forever
 
$
 
acceptConnectionAndFork
 
theSocket
 
echoServer

type
 
MessageHandler
 
=
 
(
Handle
,
 
String
,
 
PortNumber
)
 
->
 
IO
 
()

acceptConnectionAndFork
 
:
 
Socket
 
->
 
MessageHandler
 
->
 
IO
 
()

acceptConnectionAndFork
 
theSocket
 
handler
 
=
 
do

  
connection
 
<-
 
accept
 
theSocket

  
forkIO
 
$
 
handler
 
connection

  
return
 
()

echoServer
 
:
 
MessageHandler

echoServer
 
(
handle
,
hostname
,
portnumber
)
 
=
 
do

  
putStrLn
 
$
 
"("
++
hostname
++
":"
++
show
 
portnumber
++
"): Open"

  
c
 
<-
 
hGetContents
 
handle

  
mapM_
 
putStrLn
 
[
"("
++
hostname
++
":"
++
show
 
portnumber
++
"): Msg "
++
show
 
l
 
|
 
l
<-
lines
 
c
]

  
putStrLn
 
$
 
"("
++
hostname
++
":"
++
show
 
portnumber
++
"): Close"

```

#### Einfacher Client
```
module
 
Main
 
where

import
 
Network

import
 
System.IO

import
 
Control.Concurrent

main
 
::
 
IO
 
()

main
 
=
 
withSocketsDo
 
$
 
do

         
handle
 
<-
 
connectTo
 
"localhost"
 
(
PortNumber
 
2048
)

         
input
 
<-
 
getContents

         
sequence_
 
[
do

                      
hPutStrLn
 
handle
 
l

                      
hFlush
 
handle
 
|

                   
l
<-
lines
 
input
]

         
hClose
 
handle

```

### Ruby
In Ruby stellt die Standardbibliothek socket ebenfalls plattformunabhängig eine Schnittstelle zur Programmierung von TCP-Sockets zur Verfügung.
Ein sehr einfacher Server (mit Multithreading), der einen Text an den Client schickt:
```
require
 
'socket'

port
 
=
 
2048

server
 
=
 
TCPServer
.
new
(
port
)

loop
 
do

  
client
 
=
 
server
.
accept

  
Thread
.
start
(
client
)
 
do
 
|
c
|

    
c
.
puts
 
'Hello!'

    
c
.
close

  
end

end

```

### Python 3
Ein einfaches Programm, das über den Client Nachrichten an den Server schickt.

#### Server
```
import
 
socket

# Server

host
 
=
 
"127.0.0.1"
      
# IP adress of the Server

port
 
=
 
5000
             
# Port used by the server

s
 
=
 
socket
.
socket
()

s
.
bind
((
host
,
 
port
))

s
.
listen
(
1
)

while
 
True
:

    
client
,
 
addr
 
=
 
s
.
accept
()

    
print
(
f
"Connected to 
{
addr
}
"
)

    
while
 
True
:

        
data
 
=
 
client
.
recv
(
1024
)

        
if
 
not
 
data
:

            
break

        
print
(
f
"Received from client: 
{
data
.
decode
()
}
"
)

        
client
.
sendall
(
data
)

```

#### Client
```
import
 
socket

host
 
=
 
"127.0.0.1"
      
# IP adress of the Server

port
 
=
 
5000
             
# Port used by server

s
 
=
 
socket
.
socket
()

s
.
connect
((
host
,
 
port
))

while
 
True
:

    
msg
 
=
 
str
(
input
(
"Message -> "
))

    
s
.
sendall
(
msg
.
encode
())

    
data
 
=
 
s
.
recv
(
1024
)

    
print
(
f
"Received from server: 
{
data
.
decode
()
}
"
)

```

### Node.js
In Node.js ermöglicht das Standardmodul „net“ die Programmierung von TCP-Sockets.
```
var
 
net
 
=
 
require
(
'net'
);

var
 
server
 
=
 
net
.
createServer
(
function
 
(
socket
)
 
{

  
socket
.
write
(
'Echo server\r\n'
);

  
socket
.
pipe
(
socket
);

});

server
.
listen
(
1337
,
 
'127.0.0.1'
);

```